# Comtesse Mircalla Karnstein
La Comtesse Mircalla von Karnstein est un personnage de fiction créé par Sheridan Le Fanu dans son roman Carmilla en 1871.

## Biographie fictive
La Comtesse Mircalla von Karnstein est une vampire styrienne, âgée de plus d'un siècle. Elle descend d'une très ancienne famille hongroise de la haute noblesse de Styrie (« Un peu à l'occident ») et/ou Tchécoslovaque. Le château familial, aujourd'hui en ruines, est situé non loin de celui où réside Laura :

«  En effet, à moins de trois milles vers l’ouest, dans la direction du schloss du général Spielsdorf, il y a un village abandonné. Sa charmante petite église, aujourd’hui à ciel ouvert, renferme dans ses bas-côtés les tombeaux croulants de l’altière famille des Karnstein, aujourd’hui éteinte, jadis propriétaire du château, désert lui aussi…Sur la cause de l'abandon de ce lieu saisissant et mélancolique, il y a une légende que je vous raconterai une autre fois. »

— Chapitre 1 du roman 'Carmilla par Sheridan Le Fanu
"Une vue s'ouvrait dans la forêt ; nous étions tout à coup sous les cheminées et les pignons du village ruiné, et les tours et les créneaux du château démantelé, autour duquel se groupent des arbres gigantesques, nous surplombaient d'une légère éminence. Dans un rêve effrayé je descendis de voiture, et en silence, car nous avions chacun matière à réflexion en abondance ; nous montâmes bientôt l'ascension et fûmes parmi les chambres spacieuses, les escaliers en colimaçon et les couloirs sombres du château."  
– Voici donc l’antique résidence des Karnstein ! dit enfin le général tandis que, par une grande fenêtre, il contemplait le village et la vaste étendue de la forêt. C’est ici que cette effroyable famille a rédigé ses chroniques sanglantes. Il est vraiment pénible que ces monstres continuent, après leur mort, à tourmenter la race humaine par leurs abominables appétits. Leur chapelle se trouve là-bas. Il montrait du doigt les murs gris d’une construction gothique bâtie à mi-pente,partiellement dissimulée dans le feuillage.      
– Pourquoi ce village a-t-il été abandonné ? demanda le général. – Parce qu’il était hanté par des revenants, monsieur. Plusieurs ont été suivis jusque dans leurs tombes, reconnus coupables de vampirisme, et exterminés selon la coutume établie : c’est-àdire qu’on les a décapités, transpercés d’un pieu, et brûlés. Mais ils avaient eu le temps de tuer un grand nombre de villageois. « D’ailleurs, après que l’on eut pris toutes ces mesures légales, que l’on eut ouvert plusieurs tombes et privé plusieurs vampires de leur vie empruntée, le village ne fut pas délivré pour autant.    
– Il y a près d’un siècle que la famille Karnstein est éteinte, dit-il. Ma chère femme en descendait par sa mère, mais le nom et le titre n’existent plus depuis longtemps. Le château est en ruine, et le village, abandonné. La dernière cheminée a cessé de fumer il y a cinquante ans au moins. À l’heure actuelle, il ne subsiste plus un seul toit.  
Voici une toile que je n’ai encore jamais vue, dit mon père. Dans un des coins du haut se trouvaient un nom : « Marcia Kamstein » (autant que j’aie pu le déchiffrer) et une date : « 1698 ». Je suis curieux de voir ce qu’elle est devenue. Je m’en souvenais fort bien. C’était un petit tableau sans cadre, presque carré, d’un pied et demi de long, tellement noirci par l’âge que je n’avais jamais pu y distinguer quoi que ce fût.  
L’artiste mit le portrait en pleine lumière, avec un orgueil manifeste. Merveilleusement belle, extraordinairement vivante, cette toile était l’effigie de Carmilla!
– Ma chérie, dis-je à ma compagne, nous assistons à un véritable miracle. Te voilà en personne sur ce tableau, vivante, souriante, prête à parler. N’est-ce pas que ce portrait est magnifique, papa ? Regardez : rien n’y manque,même pas le petit grain de beauté sur sa gorge. 
– Maintenant, poursuivis-je, on peut très bien lire le nom qui figure dans le coin, on dirait qu’il a été tracé en lettres d’or. Ce n’est pas Marcia, mais Mircalla, comtesse Karnstein ; il est surmonté d’une petite couronne, et, au-dessous, il y a une date : A.D. 1698. Je descends des Karnstein par ma mère. – Ah ! fit ma compagne d’un ton languissant, j’appartiens, moi aussi, à cette famille, mais par des ancêtres très lointains. – Existe-t-il encore des Karnstein de nos jours ? – Il n’y en a plus aucun qui porte ce nom, autant que je sache. La famille a perdu tous ses biens, me semble-t-il, au cours de certaines guerres civiles, il y a très longtemps ; mais les ruines du château se dressent encore à moins de trois milles d’ici.
Chapitre 5 du roman Carmilla par Sheridan Le Fanu
On ne sait pas grand chose sur le bref passé humain de la Comtesse Karnstein. C'est lors de la nuit de son premier bal qu'elle fut visitée par un vampire. On lui prête un amour non partagé que lui porte un gentilhomme styrien de naissance, morave de titre, établi en Moravie.   

«  – Je possède de nombreux documents de toute
sorte rédigés par cet homme remarquable. Le plus
curieux est celui qui relate sa visite à Karnstein.
Naturellement, la tradition déforme toujours un
peu les faits. Sans doute avait-il droit au titre de
gentilhomme morave, car il était de naissance
noble et avait établi sa résidence en Moravie.
Mais, en réalité, il avait vu le jour en Haute
Styrie. « Je me contenterai de dire à son sujet que,
dans sa jeunesse, il avait passionnément aimé la
belle Mircalla, Comtesse de Karnstein, dont la
mort prématurée le plongea dans une affliction
inconsolable." »

« Entre autres choses, il en vint à conclure que, tôt ou tard, sa Mircalla bien-aimée serait soupçonnée de vampirisme, et il fut horrifié à l’idée que ses restes seraient profanés par une exécution posthume. Il a laissé un curieux écrit où il prouve que le vampire, une fois expulsé de son existence amphibie, se trouve projeté dans une vie beaucoup plus affreuse. C’est pourquoi il résolut d’épargner ce destin à celle qui avait été son idole. « À cet effet, il adopta le stratagème de ce voyage à Karnstein, où il feignit d’enlever la dépouille de Mircalla et se contenta de cacher l’emplacement de son tombeau. Sur la fin de sa vie, quand il contempla du haut de son grand âge les scènes qu’il allait laisser derrière lui, son acte lui apparut sous un jour tout différent, et il fut saisi d’horreur. Alors, il rédigea les notes et traça le plan qui m’ont guidé jusqu’à l’endroit exact où se trouvait le tombeau ; puis il fit un compterendu écrit de sa supercherie. En admettant qu’il ait eu l’intention de faire autre chose, la mort l’en a empêché. Et c’est la main d’un de ses lointains descendants qui, trop tard pour beaucoup d’infortunés, a guidé les recherches jusqu’à la tanière du monstre."  

« Comment le vampire y prend-il naissance et comment se multiplie-t-il ? Un être plus ou moins corrompu met fin à ses jours : en certaines circonstances, ce suicidé devient un vampire. Ce spectre visite des vivants pendant leur sommeil : ils meurent à leur tour, et, presque invariablement, une fois dans la tombe, ils se métamorphosent en vampires. Tel fut le cas de la belle Comtesse Mircalla qui avait été hantée par l’un de ces démons. »

— Conclusion du roman

« – Non, ne crains rien. Je suis une petite folle
sans cervelle, à la tête pleine de caprices et de
lubies ; mais par amour pour toi, je parlerai comme un sage. Es-tu jamais allée au bal ?
– Non... Quelle bavarde tu fais !... Non, je n’y suis jamais allée. Comment est-ce ? Ce doit être charmant.
– J’ai presque oublié : cela date de plusieurs années,
– Voyons, répondis-je en riant, tu n’es pas
tellement vieille ! il ne me paraît guère possible que tu aies déjà oublié ton premier bal.
Cette nuit-là, il m’est arrivé une
chose qui a estompé la scène du bal et en a terni
les couleurs. Il s’en est fallu de peu que je fusse
assassinée dans mon lit... On m’a blessée ici, elle se toucha la poitrine, " et depuis, je n'ai plus jamais été la même.
– As-tu été près de mourir ?
– Oui, très près... À cause d’un cruel amour,
d’un bien étrange amour qui aurait voulu m’ôter
la vie. L’amour exige des sacrifices, et il n’est
pas de sacrifice sans effusion de sang... »

« Carmilla par Sheridan Le Fanu »

## Description

### Physique
Mircalla est de type hongroise caucasien, aristocratique, gracieuse et extrêmement belle.
La Carmilla de Sheridan Le Fanu a l'âge de Laura (environ 19 ans au moment de l'histoire). Elle prend l'apparence de l'âge correspondant à celle de ses victimes ; de façon à faciliter leur approche.
Ainsi, lors de sa première rencontre avec Laura qui a alors six ans (« Une nuit, alors que j’avais à peine six ans… »), elle en a six également (« J’avais six ans à peine quand je m’éveillai, une nuit… »). Pour la suite de l'histoire, elles ont chacune 12 ans de plus. Pour la filleule du général Spielsdorf, elle paraît avoir un âge quasi identique lors du bal.
Dans le livre, elle est décrite comme suit par Laura (narratrice et personnage principal) devenue adulte :
Lors de sa première apparition dans le chapitre Terreur d'enfant, Carmilla paraît avoir 6 ans.

« … je fus tout étonnée de voir un très beau visage à l’expression solennelle en train de me regarder d’un côté du lit. C’était celui d’une jeune fille … Des bougies brûlaient au chevet du lit où la jeune fille était assise, sa mince et gracieuse silhouette enveloppée dans le doux peignoir de soie, brodé de fleurs et doublé d’un épais molleton. »

Lors de sa seconde apparition, 12 ans plus tard, dans le chapitre Échange d'impression, elle a alors 19 ans.

« La jeune fille était assise, sa mince et gracieuse silhouette enveloppée dans le doux peignoir de soie, brodé de fleurs et doublé d’un épais molleton… »

Son visage : 

« Il était joli, voire beau ; et il avait la même expression de mélancolie que la première fois où il m’était apparu.
Finalement, elle
ôta son masque, découvrant ainsi un visage d’une extraordinaire beauté. Il nous était complètement
inconnu, mais ses traits adorables avaient un tel
pouvoir de séduction que nul ne pouvait rester indifférent à leur charme. Ma pauvre nièce y
succomba sur-le-champ. Je n’ai jamais vu
personne plus subjugué par quelqu’un d’autre au
premier coup d’œil, si ce n’est, en vérité,
l’inconnue elle-même, qui semblait éprise d’une
folle passion pour ma chère enfant. »

L'impression qu'elle dégage :

« En vérité, elle me plaît énormément. C’est, je crois, la plus jolie créature que j’aie jamais vue. Elle a à peu près votre âge, et me paraît très douce et très aimable. »

— Mme Perrodon

« Elle est d’une merveilleuse beauté. »

— Mlle De Lafontaine

« Le grand jour ne retirait rien à sa beauté. C’était, sans aucun doute, la plus ravissante créature que j’eusse jamais rencontrée, et le souvenir déplaisant de son visage tel que je l’avais vu dans mon rêve d’enfant. »

— Laura au lendemain de leur seconde rencontre
Portrait général :

« Elle était d’une taille au-dessus la moyenne, mince et étonnamment gracieuse. À l’exception de l’extrême langueur de ses gestes, rien dans son aspect ne révélait qu’elle fût malade.
Son sourire s’était fait plus doux… les fossettes qu’il creusait sur ses joues la faisaient paraître délicieusement jolie et intelligente.
Sa chevelure était magnifique. Jamais je n’ai vu des cheveux aussi épais, aussi longs que les siens, lorsqu’ils retombaient librement sur ses épaules… ils étaient d’un brun chaud, avec des reflets d’or.
Quand elle était étendue sur sa chaise-longue… me parlant de sa voix douce et basse. »

Traits du vampire :

« Votre noble amie, à votre droite, est pourvue de dents extrêmement tranchantes : longues, fines, pointues — comme une alêne, comme une aiguille !
"Et à cette heure l'image de Carmilla revient à la mémoire avec des alternances ambiguës - parfois la belle fille enjouée, languissante; tantôt le démon aux traits tordant que je voyais dans l'église en ruine." »

### Personnalité
Mircalla éprouve une inclination certaine pour les jeunes filles dont elle se nourrit exclusivement. Du fait de sa nature de vampire et de son grand âge, elle reste prudente et secrète sur elle-même, son histoire et sa (non)vie.

« "Elle se montra pleine d’esprit et
d’animation, si bien que toutes deux ne tardèrent
pas à être en très bons termes."
– Ainsi, tu songeais à la nuit de mon arrivée
ici ? murmura-t-elle. Es-tu heureuse que je sois
venue ?
– J’en suis ravie, ma chère Carmilla.
– Et tu as demandé la permission d’accrocher
dans ta chambre le portrait qui, selon toi, me
ressemble tellement, chuchota-t-elle en resserrant son étreinte autour de ma taille et en posant sa
tête charmante sur mon épaule.
– Comme tu es romanesque, Carmilla ! Le jour où tu consentiras à me raconter ton histoire,
ce sera un vrai roman d’un bout à l’autre.
Elle me donna un baiser sans mot dire.
– Carmilla, je suis sûre que tu as été
amoureuse ; je suis sûre que tu as une affaire de cœur en ce moment même.
– Je n’ai jamais aimé, je n’aimerai jamais
personne, si ce n’est toi, murmura t-elle.
"Après m’avoir jeté un regard étrangement
timide, elle cacha brusquement son visage contre
mon cou, à la naissance de mes cheveux, en
poussant de profonds soupirs semblables à des
sanglots, et serra ma main de sa main tremblante.
Je sentais la chaleur brillante de sa joue satinée
contre la mienne."
– Ma chérie, ma chérie, murmura-t-elle, je vis
en toi ; et je t’aime si fort que tu accepterais de
mourir pour moi.
Je m’écartai d’elle d’un mouvement soudain.
Elle fixait sur moi des yeux qui n’avaient plus
ni éclat ni expression ; son visage était blême et apathique.
– L’air s’est rafraîchi, ma chérie ? demanda-telle d’une voix ensommeillée. Je me sens presque frissonnante. Aurais-je fait un rêve ? Viens,rentrons vite."
"Nous bavardâmes longtemps
encore, et elle se montra fort animée. Le reste de
la soirée s’écoula sans qu’elle retombât dans ce
que j’appelais sa folie : c’est-à-dire son air et ses propos égarés qui m’inspiraient beaucoup
d’embarras et même un certain effroi."
– Monsieur, je vous remercie mille fois de
votre hospitalité, dit-elle en souriant timidement.
Tous, vous m’avez témoigné une infinie bonté.
J’ai rarement été aussi heureuse, au cours de ma
vie, que dans votre beau château, sous votre
garde, en compagnie de votre fille que j’aime
tendrement."
"Si j’avais été captivée par la confiance qu’elle m’avait témoignée la nuit de notre première rencontre, je m’aperçus par la suite qu’elle manifestait une réserve toujours en éveil pour tout ce qui concernait elle-même ou sa mère, pour son histoire, ses ancêtres, sa vie passée, ses projets d’avenir."
"– Tu as eu parfaitement raison de me le
demander, et tu peux me demander n’importe
quoi d’autre. Tu ignores combien tu m’es chère ;sans quoi, tu n’imaginerais pas que je te mesure
ma confiance le moins du monde. Mais je suis
liée par des vœux bien plus terribles que ceux
d’une nonne, et je n’ose pas encore raconter mon
histoire à personne, même à toi. Pourtant le jour
approche où tu sauras tout. Tu vas me juger
cruelle et très égoïste, mais l’amour est toujours
égoïste : d’autant plus égoïste qu’il est plus ardent. Tu ne saurais croire à quel point je suis
jalouse. Tu viendras avec moi, en m’aimant
jusqu’à la mort ; ou bien tu me haïras, et tu viendras avec moi quand même, en me haïssant
pendant et après la mort. Dans mon apathique
nature, il n’y a pas de place pour l’indifférence." »

« Je croyais déceler une froideur qui n’était pas de son âge dans ce refus obstiné, mélancolique et souriant, de me montrer le plus faible rayon de lumière. »

— Laura
Calculatrice et rusée, et avec l'aide d'une ingénieuse et mystérieuse dame plus agée, qui se fait faussement passer pour sa mère, Carmilla met au point des scénarios élaborés afin d'atteindre son objectif. Elle trompe ses victimes par de fausses apparences. Pour Bertha Rheinfeldt, la nièce du général Spielsdorf, aux bal masqué, avec l'aide de sa complice, Millarca a monté une histoire invraisemblable auprès du général Spielsdorf. Histoire, de laquelle résultat son séjour plus ou moins contraint, auprès de Bertha. Pour Laura, Carmilla mit en scène un accident…Ses plans sont raffinés, loin des rapts sauvages et des assassinats sans considération.
Elle n'éprouve aucun remords car considère la mort comme une chose de naturelle. Quelque chose auquel elle-même n'a pas droit. 

« "J'espère qu'il n'y aura ni peste ni fièvre; tout cela y ressemble beaucoup", continuai-je. "La jeune femme du porcher est morte il y a seulement une semaine, et elle a pensé que quelque chose l'avait saisie à la gorge alors qu'elle était allongée dans son lit, et l'avait presque étranglée. Papa dit que des fantaisies aussi horribles accompagnent certaines formes de fièvre. Elle était assez bien le jour avant. Elle a coulé après et est morte avant une semaine.
"Eh bien, ses funérailles sont terminées, j'espère, et son hymne chanté, et nos oreilles ne seront pas torturées par cette discorde et ce jargon. Cela m'a rendu nerveux. Asseye-toi ici, à côté de moi ; serre-moi fort—fort—plus fort."
Nous avions reculé un peu et étions arrivés à un autre siège.
Elle s'est assise. Son visage a subi un changement qui m'a alarmé et même terrifié pendant un moment. Elle s'assombrit et devint horriblement livide ; ses dents et ses mains étaient serrées, et elle fronça les sourcils et serra les lèvres, tandis qu'elle regardait le sol à ses pieds, et tremblait de tout son corps avec un frisson continu aussi irrépressible que la fièvre. Toutes ses énergies semblaient tendues pour réprimer une crise, avec laquelle elle tirait alors à bout de souffle; et enfin un faible cri convulsif de souffrance s'échappa d'elle, et peu à peu l'hystérie s'apaisa. "Là ! Voila d'étrangler les gens avec des hymnes !" dit-elle enfin. "Tiens-moi, tiens-moi encore. ça va aller." 
Que de bruit pour si peu de chose ! Allons donc ! tu dois mourir, chacun de nous doit mourir… Et nous sommes tellement plus heureux, une fois morts ! Viens rentrons au château.
Carmilla par Sheridan Le Fanu
Chapitre 4 »

Plus encore, l'acte de mise à mort représente sa seule possibilité d'union avec les personnes qu'elle choisit (« tu es mienne… ») et c'est peut-être pour cette raison qu'elles durent souvent plus d'une semaine.

« Dans le ravissement de mon humiliation sans bornes, je vis de ta vie ardente, et tu mourras, oui, tu mourras avec délices, pour te fondre en la mienne. »

L'ardeur de sa soif se confond avec son désir. Elle a des crises où, sortie d'elle-même, elle exprime ses sentiments de façon véhémente entre autres par une respiration saccadée, des paroles litaniques (souvent de même type).

« Il (à propos du vampire) est enclin à éprouver, à l’égard de certaines personnes, un attachement violent fort semblable à la passion amoureuse. Dans la poursuite de l’objet de son désir, il déploiera alors une ruse et une patience inépuisables, car il peut rencontrer cent obstacles susceptibles de l’empêcher d’arriver à ses fins. »

### Religion
Dans son passée humain, la comtesse Mircalla fut baptisée et était chrétienne. Cependant étant désormais vampire, elle éprouve de facto une antipathie viscérale pour ce qui a trait à la religion.  

«  Si elle ne m’avait pas dit par hasard, qu’elle était baptisée, j’aurais douté qu’elle fût chrétienne […] Je ne l’avais jamais entendue parler de religion. Eussé-je mieux connu le monde, cette négligence (ou cette antipathie) m’aurait causé moins d’étonnement."
"Elle s'est assise. Son visage a subi un changement qui m'a alarmé et même terrifié pendant un moment. Elle s'assombrit et devint horriblement livide ; ses dents et ses mains étaient serrées, et elle fronça les sourcils et serra les lèvres, tandis qu'elle regardait le sol à ses pieds, et tremblait de tout son corps avec un frisson continu aussi irrépressible que la fièvre. Toutes ses énergies semblaient tendues pour réprimer une crise, avec laquelle elle tirait alors à bout de souffle; et enfin un faible cri convulsif de souffrance s'échappa d'elle, et peu à peu l'hystérie s'apaisa. "Là ! Ça vient d'étrangler les gens avec des hymnes !" dit-elle enfin. "Tiens-moi, tiens-moi encore. Il s'en va." »

Elle croit désormais ou tente de se convaincre que tout est rapport à la nature. Elle se définit désormais elle-même et les êtres humains comme enfant de la nature. 
"Nous sommes entre les mains de Dieu; rien ne peut arriver sans sa permission, et tout finira bien pour ceux qui l'aiment. Il est notre fidèle créateur; Il nous a tous créés et prendra soin de nous."
« Créateur ! Nature ! » dit la demoiselle en réponse à mon gentil père. « Et cette maladie qui envahit le pays est naturelle. La nature. Toutes les choses procèdent de la nature, n'est-ce pas ? Toutes les choses dans le ciel, sur la terre et sous la terre, agissent et vivent comme la nature l'ordonne ? "
Chapitre 4 du roman Carmilla par Sheridan Le Fanu

### Attitude
Son esprit ne s’accordait point à cette langueur corporelle, car sa conversation était toujours très animée et très intelligente.

« Ces moments de passion étaient séparés par de longs intervalles de calme, de gaieté, ou de tristesse pensive, au cours desquels j’aurais pu croire parfois ne lui être rien, si je ne l’avais pas vue suivre tous mes mouvements de ses yeux où brûlait une flamme mélancolique. En dehors de ces brèves périodes de mystérieuse exaltation, elle avait un comportement tout féminin.
« Pendant ce temps, la jeune fille (que sa mère appela une ou deux fois par le nom bizarre de
Millarca en lui adressant la parole) avait lié
conversation avec ma nièce en déployant autant
de grâce et d’aisance que mon interlocutrice.
« Elle se présenta en disant que sa mère était
une de mes vieilles connaissances. Elle lui parla
de l’agréable audace que permettait le port du
masque. Elle lui tint des propos aimables, admira
son costume, et lui fit, en termes choisis, des compliments discrets sur sa beauté. Elle l’amusa
beaucoup en se moquant des danseurs qui emplissaient la salle de bal, et rit gaiement avec
elle. Elle se montra pleine d’esprit et
d’animation, si bien que toutes deux ne tardèrent
pas à être en très bons termes. 
Elle faisait parfois allusion un instant à sa propre maison, ou mentionnait une aventure ou une situation, ou un ancien souvenir, qui indiquait un peuple aux mœurs étranges, et coutumes décrites dont nous ne savions rien. J'ai compris de ces allusions fortuites que son pays natal était beaucoup plus éloigné que je ne l'avais d'abord imaginé. »

### Habitudes
Le matin, elle descendait de sa chambre longtemps après nos oraisons familiales ; le soir, elle ne quittait pas le salon pour passer dans la grand-salle et s’associer à notre courte action de grâces.
Elle descendait généralement très tard, vers une heure de l’après-midi, et prenait alors une tasse de chocolat sans rien manger. Ensuite nous allions faire une promenade, un simple petit tour, mais elle semblait épuisée presque immédiatement : ou bien elle regagnait le château, ou bien elle restait assise sur un des bancs placés çà et là parmi les arbres.

## Traits du Vampire
Elle déteste les chants sacrés.

« « Il levait les yeux, et nous lui sourions, amusés ; au moins, je peux répondre pour moi-même. Son œil au beurre noir perçant, alors qu'il regardait nos visages, sembla détecter quelque chose qui fixa un instant sa curiosité.
En un instant, il déroula un étui en cuir, plein de toutes sortes de petits instruments en acier bizarres. «Voyez, madame, dit-il en l'étalant et en s'adressant à moi, je professe, entre autres choses moins utiles, l'art de la dentisterie. 
« Silence, bête ! Il hurle à tel point que vos dames peuvent à peine entendre un mot. Votre noble amie, la jeune dame à votre droite, a les canines les plus pointue, — longue, fine, pointue, comme un poisson, comme une aiguille ; ha, ha ! Avec ma vue perçante et longue, en levant les yeux, je l'ai vu distinctement ; maintenant, s'il arrive à en déranger la demoiselle, et je pense que oui, me voici, voici ma lime, mon poinçon, mes pinces Je la rendrai ronde et émoussée, s'il plaît à Madame, non plus d'avoir les canines d'un poisson, mais d'une belle demoiselle comme elle. Hé, la demoiselle est-elle mécontente ?Ai-je été trop audacieux ? Est-ce que je l'ai offensée ?"
La jeune femme, en effet, avait l'air très fâchée en s'éloignant de la fenêtre.
« Comment ce saltimbanque ose-t-il nous insulter ainsi ? Où est ton père ? Je lui demanderai réparation. Mon père aurait fait attacher le misérable à la pompe, le fouetter avec un fouet de charrette et le brûler jusqu'aux os avec la marque! de notre château."
"Les yeux du vieux général étaient fixés sur le sol, alors qu'il s'appuyait de la main sur le soubassement d'un monument effondré.
Alors, sous une voûte surmontée d’un de ces démons grotesques auxquels se plaisait tant l’effroyable imagination des sculpteurs du Moyen Âge, je vis paraître avec joie le beau visage et la gracieuse silhouette de Carmilla qui pénétra dans la nef noyée d’ombre. Après avoir répondu par un signe de tête au sourire particulièrement séduisant qu’elle m’adressa, je m’apprêtais à me lever pour lui parler lorsque le général saisit soudain la hache du bûcheron et se précipita en avant. À sa vue, les traits de mon amie subirent une altération brutale et prirent une expression horrible, tandis qu’elle faisait un pas en arrière, dans l’attitude d’un animal apeuré. Avant que j’eusse pu pousser un cri, le vieux soldat abattit son arme de toutes ses forces ; mais elle esquiva le coup, et saisit dans sa main minuscule le poignet de son agresseur. L’espace d’un moment, il lutta pour se libérer ;mais enfin, ses doigts s’ouvrirent, la hache tomba sur le sol, et Carmilla disparut."
"Le lendemain de ce jour mémorable, l’enquête officielle eut lieu dans la chapelle du château de Karnstein. On ouvrit le tombeau de la Comtesse Mircalla. Le général et mon père reconnurent tous deux leur belle et perfide invitée. Bien qu’il se fût écoulé cent cinquante ans depuis son inhumation, son visage avait conservé les teintes chaudes de la vie, et ses yeux étaient grands
ouverts. Aucune odeur cadavérique ne s’exhalait du cercueil. Les deux médecins présents (l’un appointé par le gouvernement, l’autre par le promoteur de l’enquête), attestèrent ce fait prodigieux que l’on pouvait percevoir une faible
respiration et de légers battements du cœur. Les membres étaient parfaitement flexibles, la chair avait gardé toute son élasticité. Au fond du cercueil de plomb, le corps baignait dans sept ou huit pouces de sang. Toutes les preuves du
vampirisme se trouvaient donc réunies." »

## Création du personnage
Sheridan Le Fanu s'est peut-être inspiré de la bien réelle comtesse Élisabeth Báthory pour son roman Carmilla, l’un des premiers de la littérature vampirique, puisqu’il parait en 1871, 26 ans avant le Dracula de Bram Stoker. Tout comme ce dernier, Le Fanu est irlandais d’ascendance protestante, a étudié au Trinity College de Dublin, et fréquenté les salons mondains. C’est dans un de ces salons qu’un soir, Carmilla fut lu à Stoker, par Mrs Wilde elle-même. Ce texte influencera Stoker au point que celui-ci fera apparaître sa tombe, par l’entremise du tombeau colossal d’une comtesse vampire, dans le premier chapitre de sa première version de Dracula. Son éditeur, n’appréciant guère cette référence à une œuvre aussi sulfureuse, lui fera supprimer ce passage (passage qui sera ultérieurement réutilisé dans la courte nouvelle de Stoker L'Invité de Dracula).
Quand Le Fanu écrit Carmilla, à la fin de sa vie, il est déjà un auteur confirmé. Il s’est essayé à tous les genres : romans, articles et essais, théâtre, poésie, nouvelles. 
Carmilla s’inscrit dans la grande tradition du roman gothique irlandais. Il en possède la plupart des caractéristiques archétypiques : naïveté de l’héroïne, forme du journal intime, cadre médiéval sombre et mélancolique, références aux anciens romans légendaires médiévaux.
L’histoire de Carmilla semble avoir été inspirée à Le Fanu par les Dissertations sur les apparitions des anges, des démons et des esprits, et sur les revenants et vampires de Hongrie, de Bohême, de Moravie et de Silésie (1751), un ouvrage du bénédictin Dom Augustin Calmet qui est traduit en anglais dès 1850. Le Fanu en reprend nombre d’anecdotes (la commission officielle autrichienne, l’histoire du bûcheron, ainsi que les ouvrages traitant des vampires cités à la fin de Carmilla et qui figurent aussi dans le livre de Calmet…).
Autre caractéristique qui distingue Carmilla par son originalité : c’est un des premiers ouvrages qui, dans le cadre de l’Angleterre victorienne du XIXe siècle, ose traiter de l’homosexualité féminine, avec la trouble relation entre Carmilla, la brune voluptueuse, et Laura, la blonde effarouchée. Une grande sensualité se dégage de ce récit où tout n’est que suggestion (l’édition américaine de 1975 présentait Carmilla comme un roman « pervers »).
Carmilla est aussi le premier ouvrage à fidèlement retracer la méthode traditionnelle de destruction du vampire (pieux dans le cœur, décapitation, puis incinération du corps).

### À propos du nom
La Comtesse Mircalla Karnstein, Millarca et Carmilla ne font qu'une. En effet, à l'instar d'Alucard dans le manga Hellsing ou la série de jeux vidéo Castlevania, certains vampires ne peuvent changer de nom/prénom. Ils utilisent donc l'anagramme de celui-ci : Mircalla = Millarca = Carmilla, etc.

«  Dans certaines circonstances, il semble que le vampire soit soumis à des conditions particulières. Ainsi Mircalla, selon toute apparence, était contrainte à porter un nom qui devait reproduire le sien propre sous forme d’anagramme, sans y ajouter ni en retrancher une seule lettre. Mircalla devint donc Millarca puis Carmilla. »

« Bien sûr, reprit-il. Carmilla n’est autre que Millarca. La même qui se nommait jadis Mircalla, Comtesse de Karnstein. »

## Mort du personnage
"Le lendemain de ce jour mémorable, l’enquête officielle eut lieu dans la chapelle du château de Karnstein. On ouvrit le tombeau de la Comtesse Mircalla. Le général et mon père reconnurent tous deux leur belle et perfide invitée. Bien qu’il se fût écoulé cent cinquante ans depuis son inhumation, son visage avait conservé les teintes chaudes de la vie, et ses yeux étaient grands ouverts. Aucune odeur cadavérique ne s’exhalait du cercueil. Les deux médecins présents (l’un appointé par le gouvernement, l’autre par le promoteur de l’enquête), attestèrent ce fait prodigieux que l’on pouvait percevoir une faible respiration et de légers battements du cœur. Les membres étaient parfaitement flexibles, la chair avait gardé toute son élasticité. Au fond du cercueil de plomb, le corps baignait dans sept ou huit pouces de sang. Toutes les preuves du vampirisme se trouvaient donc réunies.
"En conséquence, on mit le corps debout, selon la coutume antique, et l’on enfonça un pieu aigu dans le cœur du vampire qui poussa alors un cri perçant, en tous points semblable à celui d’un être vivant prêt à rendre l’âme. Puis, on trancha la tête, et un flot de sang ruissela du cou sectionné. Après quoi, on plaça le corps et la tête sur un bûcher. Les cendres furent dispersées dans l’eau de la rivière qui les emporta au loin. Et depuis lors, le pays n’a jamais plus été infesté par les visites d’un vampire."

## Œuvres où le personnage apparaît

### Roman
- Carmilla (Sheridan Le Fanu, 1871
- Anno Dracula (Kim Newman, 1992)
- Millarca, ou la véritable histoire de Carmilla (Orlane Escoffier, 2020)

### Films
- Vampyr (Vampyr - Der Traum des Allan Grey, Carl Theodor Dreyer, 1932)
- Et mourir de plaisir (Roger Vadim, 1960) avec Annette Vadim
- Les Passions des vampires (The Vampire Lovers, Roy Ward Baker, 1970) avec Ingrid Pitt
- La Soif du vampire (Lust for a Vampire, Jimmy Sangster, 1971) avec Yutte Stensgaard
- Les Sévices de Dracula (Twins of Evil, John Hough, 1971) avec Katya Wyeth
- La Mariée sanglante (La novia ensangrentada, Vicente Aranda, 1972) avec Alexandra Bastedo
- Styria (ru) (Mauricio Chernovetzky et Mark Devendorf, 2014), avec Stephen Rea, Eleanor Tomlinson, Erika Marozsán
- Carmilla, (Spencer Maybee, 2017) avec Natasha Negovanlis
- Carmilla, (Emily Harris, 2019) avec Devrim Lingnau, Hannah Rae, Jessica Raine

### Séries
- Carmilla, web-série de Jordan Hall (2014) avec Natasha Negovanlis
- Undead Murder Farce, série d'animation (2023), avec Reina Kondō (en)[1]

### Musique
- Carmilla est une chanson du chanteur japonais Kaya.

### Bande dessinée
- Carmilla (Sophia Terzo, Vertige Graphic, 2008)